# Wapen van Veldhoven

Wapen van de gemeente Veldhoven (sinds 1969)

Het huidige Wapen van de gemeente Veldhoven werd bij Koninklijk Besluit op 3 juli 1969 verleend.
Het wapen is afgeleid van het oude wapen van Oerle, dat oorspronkelijk bestond uit een gevierendeeld schild met twee Brabantse leeuwen en twee dubbelstaartige Limburgse leeuwen.
Hieraan zijn een schildhoofd met vier ruiten toegevoegd om de vier oude dorpen te symboliseren: Oerle, Veldhoven Dorp, Meerveldhoven en Zeelst.
De kleuren in het schildhoofd zijn gelijk aan die van het Kwartier van Kempenland.
De drie bladeren en twee parels in de gouden kroon verwijzen naar de hertogelijke heerlijkheid, waar de oude Veldhovense dorpen toe hebben behoord.

Wapen van Veldhoven (1922 - 1969)

Van 1 juli 1922 tot 3 juli 1969 had de gemeente Veldhoven een wapen waarop de heilige Sint Cecilia in goud was afgebeeld met een orgeltje.
De heilige Cecelia uit het gemeentewapen is afkomstig uit het wapen van de voormalige gemeente Veldhoven en Meerveldhoven, alleen houdt zij in het wapen van Veldhoven en Meerveldhoven een kruisje en een rozenkrans vast.

## Verwante wapens

Wapen van Veldhoven en Meerveldhoven
Jan III van Brabant, Brabant-Limburg